# Saint-Gourson
Saint-Gourson – miejscowość i gmina we Francji, w regionie Nowa Akwitania, w departamencie Charente.
Według danych na rok 1990 gminę zamieszkiwało 147 osób, a gęstość zaludnienia wynosiła 15 osób/km² (wśród 1467 gmin regionu Poitou-Charentes, Saint-Gourson plasuje się na 846. miejscu pod względem liczby ludności, natomiast pod względem powierzchni na miejscu 841.).